# Boixerola alpina
La boixerola alpina (Arctostaphylos alpinus) és una espècie de la família de les ericàcies. És un arbust prostrat de 10 a 30 cm d'alt. Les fulles són clarament dentades, sovint es tornen vermelles a la tardor i són marcescents: a l'hivern les fulles seques romanen enganxades a la tija i poden persistir diversos anys. Els fruits són de color porpra fosc o bé negres, les flors són blanques

## Ecologia i distribució
És una espècie de distribució boreoalpina que es troba a la zona circumpolar i més enllà, des d'Escòcia a Escandinàvia, Rússia, Alaska, Canadà i Groenlàndia. A Àsia es troba a les muntanyes Altai, i a Amèrica a la Colúmbia Britànica arribant al Maine i Nou Hampshire als Estats Units. Reapareix als Pirineus, els Alps i altres muntanyes del centre i Sud d'Europa.
Als Pirineus es bastant rara, però es troba en matollars d'alta muntanya, ombrívols i ben innivats, en els estatges subalpí i alpí i preferentment en indrets calcaris. A Catalunya només s'ha trobat a les muntanyes de la part més occidental dels Pirineus: al Pallars Sobirà, Alta Ribagorça i la Vall d'Aran.
Segons la legislació catalana, està protegida dins de l'espai del PEIN de Marimanha (Annex III del Decret del PEIN, modificat per DECRET 172/2008, de 26 d'agost, de creació del Catàleg de flora amenaçada de Catalunya)

## Sinònims
- Arctostaphylos alpina (L.) Spreng.
- Arctous alpina Nied.
- Arbutus alpina L.